# Dodgy
Dodgy ist eine Rockband aus England.

## Geschichte
Dodgy bestand ursprünglich aus Nigel Clark (Gesang und Bass), Mathew Priest (Schlagzeug) und Andy Miller (Gitarre). Die Band wurde 1990 gegründet und veröffentlichte drei Studioalben, bis Sänger und Songwriter Nigel Clarke 1998 die Band verließ. Ihren größten Erfolg hatten Dodgy im Zuge der Britpop-Welle Mitte der 1990er Jahre mit dem Song Good Enough 1996, der es in den britischen Singlecharts bis auf Platz 4 schaffte.
2001 versuchten sie mit dem Album Real Estate in neuer Besetzung ein Comeback. Neben Priest und Miller bestand die Band aus dem neuen Sänger David Bassey, dem Keyboarder Chris Hallam und dem Bassist Nick Abnett. 2002 löste sich die Band auf.
Im Herbst 2007 lief eine Reunion-Tour durch England. Im Jahr 2012 erschien ihr Album Stand Upright in a Cool Place, 2016 What Are We Fighting For.

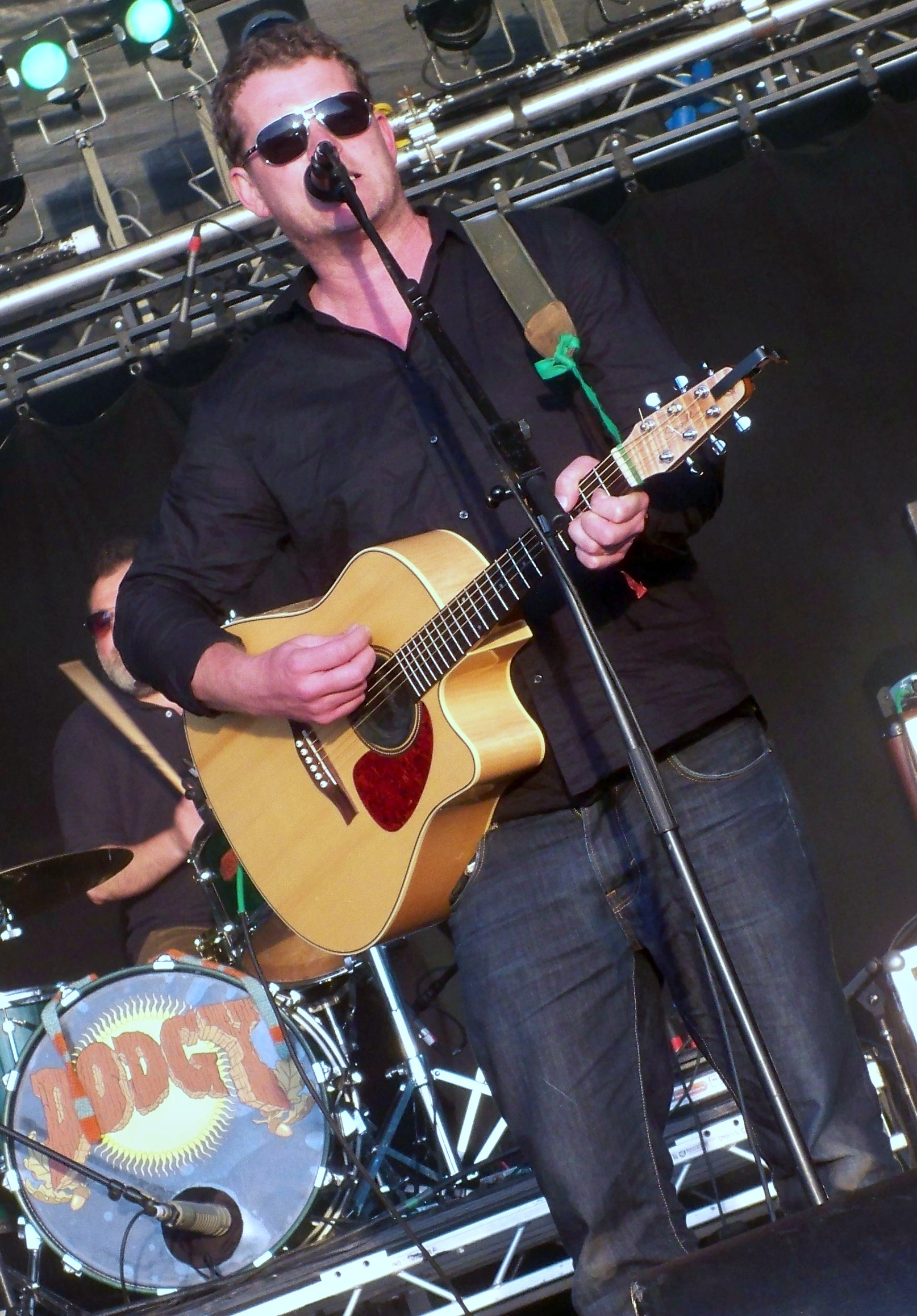
Auftritt der britischen Band Dodgy beim Guilfest 2012

## Diskografie

### Alben
| Jahr | Titel                         | Höchstplatzierung, Gesamtwochen, AuszeichnungChartsChartplatzierungen (Jahr, Titel, Platzierungen, Wochen, Auszeichnungen, Anmerkungen) | Anmerkungen |
| Jahr | Titel                         | UK | Anmerkungen |
| ---- | ----------------------------- | --- | ----------- |
| 1993 | The Dodgy Album               | UK75 (1 Wo.)UK |             |
| 1994 | Homegrown                     | UK28 Gold · (21 Wo.)UK |             |
| 1996 | Free Peace Sweet              | UK7 Platin · (44 Wo.)UK |             |
| 2001 | Real Estate                   | — |             |
| 2012 | Stand Upright in a Cool Place | UK76 (1 Wo.)UK |             |
| 2016 | What Are We Fighting For      | — |             |

### Kompilationen
| Jahr | Titel                  | Höchstplatzierung, Gesamtwochen, AuszeichnungChartsChartplatzierungen (Jahr, Titel, Platzierungen, Wochen, Auszeichnungen, Anmerkungen) | Anmerkungen |
| Jahr | Titel                  | UK | Anmerkungen |
| ---- | ---------------------- | --- | ----------- |
| 1998 | Ace A’s and Killer B’s | UK55 (2 Wo.)UK |             |

Weitere Kompilationen
- 2004: The Collection
- 2014: Good Enough – The Very Best of Dodgy

### Livealben
- 2007: So Far on 3 Wheels – Dodgy on the Radio
- 2009: Dodgy – Live at Cornbury Festival
- 2013: Dodgy Live – Back to Back

### Singles
| Jahr | Titel Album                               | Höchstplatzierung, Gesamtwochen, AuszeichnungChartsChartplatzierungen (Jahr, Titel, Album, Platzierungen, Wochen, Auszeichnungen, Anmerkungen) | Anmerkungen        |
| Jahr | Titel Album                               | UK | Anmerkungen        |
| ---- | ----------------------------------------- | --- | ------------------ |
| 1993 | Lovebirds The Dodgy Album                 | UK65 (2 Wo.)UK |                    |
| 1993 | I Need Another The Dodgy Album            | UK67 (2 Wo.)UK | EP                 |
| 1994 | The Melod-EP –                            | UK53 (2 Wo.)UK | EP                 |
| 1994 | Staying Out for the Summer Homegrown      | UK38 (2 Wo.)UK |                    |
| 1995 | So Let Me Go Far Homegrown                | UK30 (3 Wo.)UK |                    |
| 1995 | Making the Most Of Homegrown              | UK22 (3 Wo.)UK | mit The Kick Horns |
| 1995 | Staying Out for the Summer ’95 –          | UK19 (19 Wo.)UK |                    |
| 1996 | In a Room Free Peace Sweet                | UK12 (6 Wo.)UK |                    |
| 1996 | Good Enough Free Peace Sweet              | UK4 Silber · (8 Wo.)UK |                    |
| 1996 | If You’re Thinking of Me Free Peace Sweet | UK11 (7 Wo.)UK |                    |
| 1997 | Found You Free Peace Sweet                | UK19 (3 Wo.)UK |                    |
| 1998 | Every Single Day –                        | UK32 (2 Wo.)UK |                    |
| 2000 | Feathercuts and Monkeyboots Real Estate   | UK88 (1 Wo.)UK |                    |

Weitere Singles
- 1991: Summer Fayre
- 1991: Easy Way
- 1992: The Black and White Single
- 1993: Water Under the Bridge
- 2001: (We All Need a Little) Liftin
- 2008: Down in the Flood/Forgive Me (Club Tour Mix) (EP)
- 2012: What Became of You
- 2012: Only a Heartbeat
- 2012: This Love Is Bigger Than Both of Us
- 2016: California Gold
- 2016: What Are We Fighting For